# 함양휴게소
함양휴게소(Hamyang Service Area)는 경상남도 함양군 지곡면에 위치한 통영대전고속도로의 고속도로 휴게소이다. 양방향 모두 존재한다. 주소는 대전방향이 경상남도 함양군 지곡면 효산길 23-11, 통영방향이 경상남도 함양군 지곡면 효산길 23-31이다.

## 시설

### 통영 방향
- 주차장
- 화장실
- 수유실
- 농산물판매장
- 정유소 : EX-OIL
- 충전소 : E1 LPG
- 전기차충전소
- 브랜드매장 : 로띠번
- 현금 자동 입출금기

### 대전방향
- 주차장
- 화장실
- 수유실
- 관광안내소
- 농특산품판매장
- 정유소 : EX-OIL
- 충전소 : SK가스
- 전기차충전소
- 현금 자동 입출금기

## 전후
대전방향
| 다음 지점   | ← | 현재 지점  | ← | 이전 지점    |
| ----------- | - | ---------- | - | ------------ |
| 함양 나들목 | ← | 함양휴게소 | ← | 지곡나들목   |
| 산청휴게소  | ← | 함양휴게소 | ← | 덕유산휴게소 |

대전방향
| 다음 지점   | ← | 현재 지점  | ← | 이전 지점    |
| ----------- | - | ---------- | - | ------------ |
| 함양 나들목 | → | 함양휴게소 | → | 지곡나들목   |
| 산청휴게소  | → | 함양휴게소 | → | 덕유산휴게소 |